# Sarphatipark 85-89
Het gebouw Sarphatipark 85-89 bestaat uit een drietal herenhuizen aan het Sarphatipark (park en straat) in De Pijp te Amsterdam-Zuid. 

## Omschrijving
De huizen zijn ontworpen door W. Amt en G. Heuvelink, die meerdere ontwerpen maakten voor gebouwen in De Pijp. Van huis uit waren de heren echter makelaars. De bouwtekening vermeldt de datum 2 maart 1888, maar die tekening heeft alleen betrekking op de gebouwen 87 en 89, een tweetal woonhuizen gebouwd in symmetrie. Huisnummer 85 heeft een afwijkende bouw (b.v. geen dakplint). De gebouwen zijn opgetrokken in een eclectische bouwstijl. 
Garrit Heuvelink (Warnsveld, 9 februari 1850 – Amsterdam, 6 mei 1929, 79 jaar) was timmerman en makelaar. Hij huwde Maria Wilhelmina van Oostveen (1856-november 1916). De familie Heuvelink woonde minstens tot 1936 in het woonhuis Sarphatipark 85.
Violiste Bertha Boese woonde enige tijd op nummer 89.

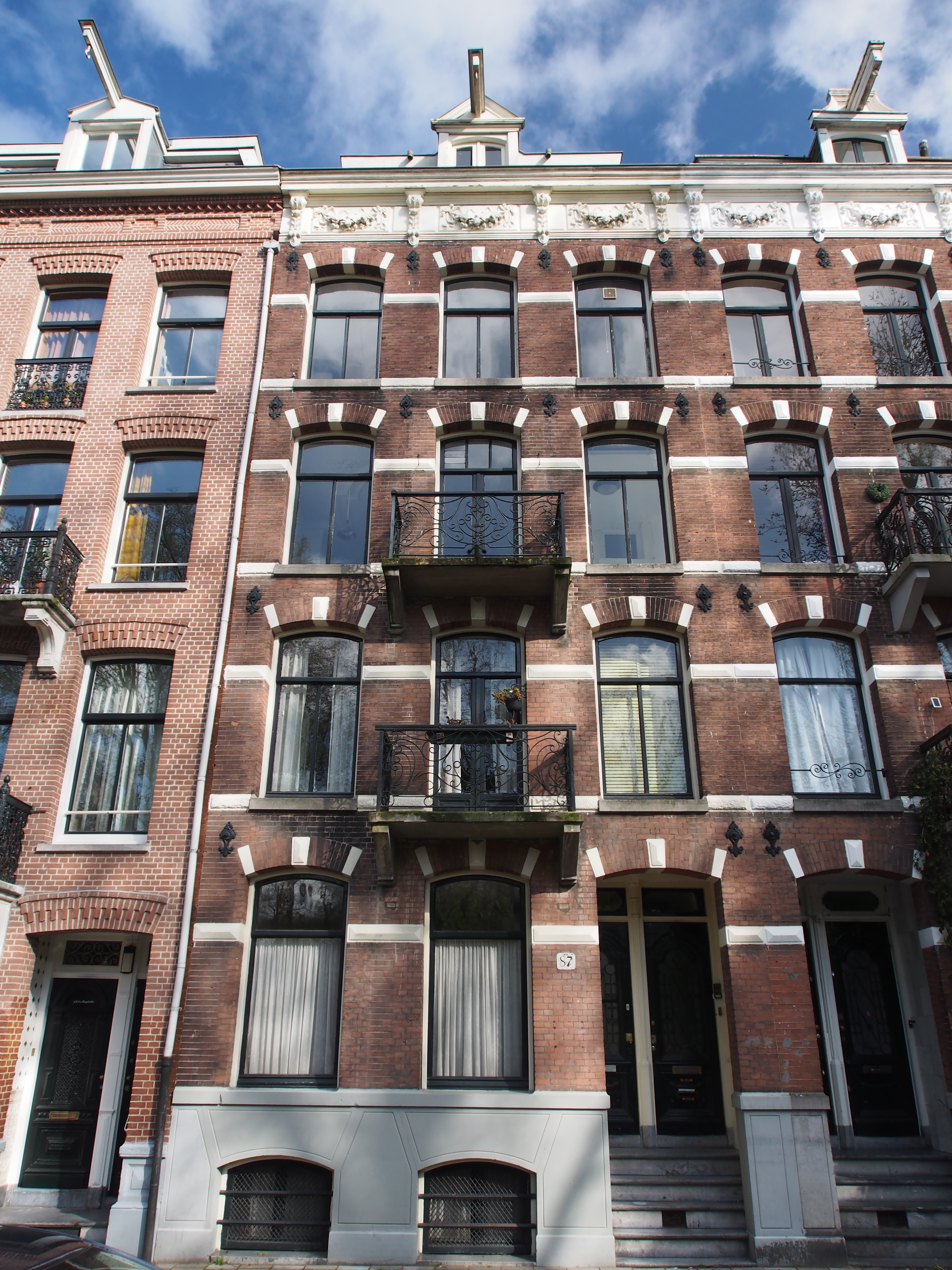
Sarphatipark 87

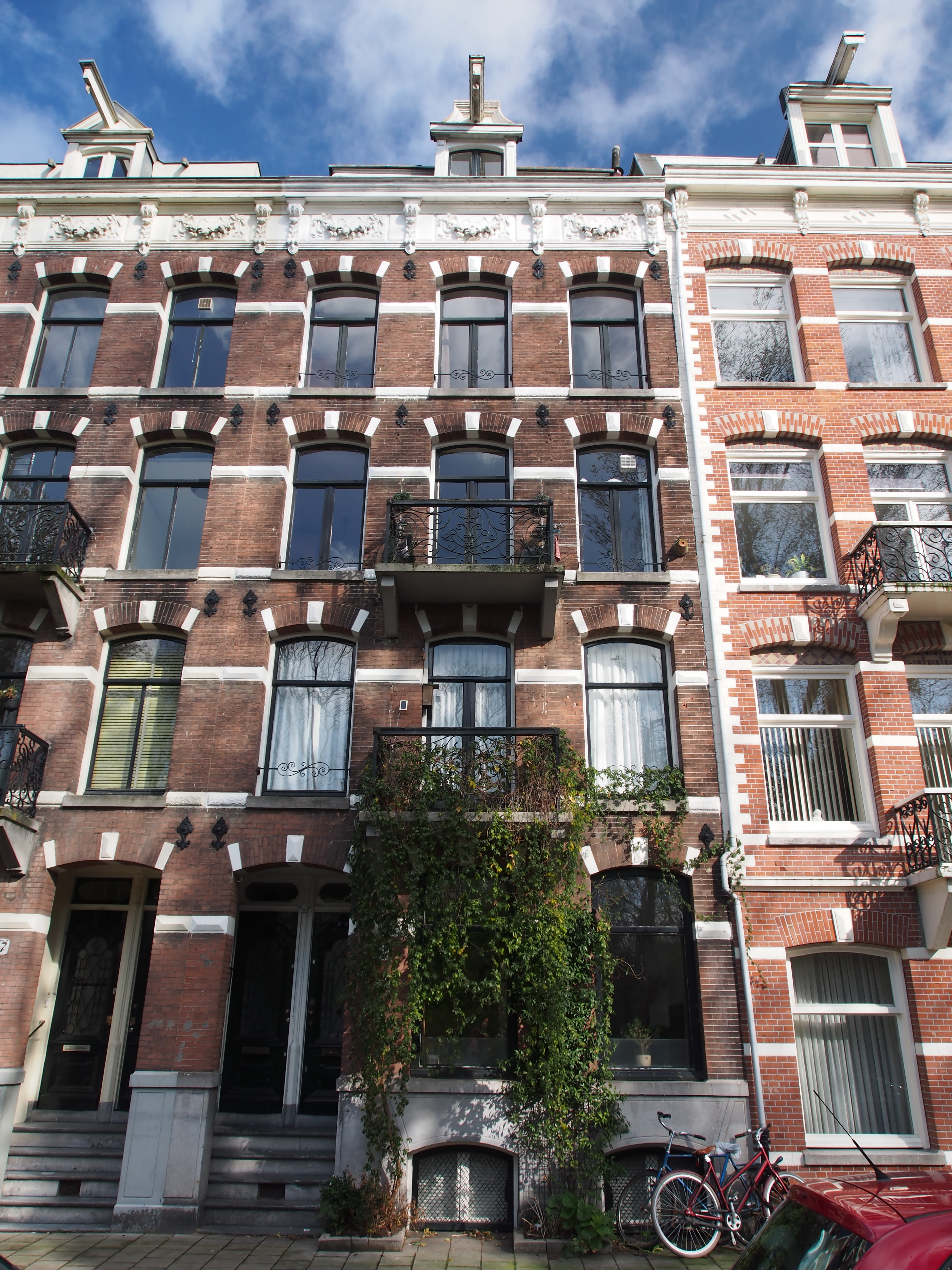
Sarphatipark 89